# Kanaye Nagasawa

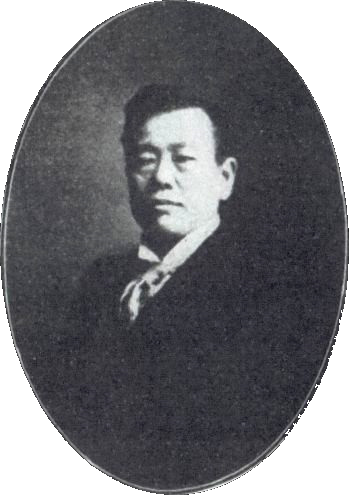
Kanaye Nagasawa, 1903

Kanaye Nagasawa (jap. 長澤 鼎, Nagasawa Kanae; * 1852 in Kagoshima, Japan als Hikosuke Isonaga (磯永 彦輔, Isonaga Hikosuke); † 1934) war ein japanisch-US-amerikanischer Winzer in Kalifornien. Der gebürtige Japaner wurde zu einem der bedeutendsten Weinbauern seiner Zeit in Kalifornien. Nach ihm ist der rund 13 Hektar große Nagasawa Community Park in Santa Rosa benannt. Nagasawa gilt als der erste Japaner, der sich in den Vereinigten Staaten niederließ.

## Leben
Hikosuke wurde als Sohn eines Samurais des japanischen Shimazu-Klans geboren. Um auf die bevorstehende Wende in der Außenpolitik Japans unter den Tokugawa vorbereitet zu sein, wurde er zusammen mit 14 weiteren jungen Männern 1864 vom Oberhaupt des Shimazu-Klans unter dem Decknamen Kanaye Nagasawa zum Studium nach Schottland geschickt. Hier lernte er Thomas Lake Harris kennen, einen charismatischen Prediger und Propheten, der das Leben in spirituellen Kommunen propagierte. Als einer der ersten Japaner reiste Nagasawa in den 1860ern nach New York, um bei Harris in dessen Kommune The Brotherhood of the New Life am Ufer des Eriesees in den Vereinigten Staaten zu leben. Von hier aus besuchte er kurzzeitig die Cornell University in Ithaca, New York. 1870 entschied Harris sich, eine weitere Kommune in Santa Rosa, Kalifornien zu gründen. Einer der Mitglieder der New Yorker Kommune, die ihn begleiteten, war Nagasawa, der hier sesshaft wurde.
Harris hatte in Santa Rosa einen 320 Hektar  großen Landbesitz erworben, auf dem er Wein produzieren wollte; im Laufe der Zeit konnte der Besitz, Fountain Grove, auf rund 800 Hektar erweitert werden. Nagasawa war für den Weinanbau verantwortlich. Nachdem Harris aus Santa Rosa weggezogen war, fiel der Besitz an Nagasawa. Er entwickelte Fountain Grove zu einem der wichtigsten Weinerzeuger der Vereinigten Staaten und unter ihm wurden erstmals kalifornische Weine nach Europa und Japan exportiert. In der Öffentlichkeit wurde er wegen seiner Samurai-Herkunft als Baron oder Prinz, im Ausland u. a. als „Wine King“ von Kalifornien bezeichnet. 1934 starb Nagasawa kinderlos. Seinen Besitz hinterließ er einem Neffen, ein Teil wurde zunächst aufgrund des 1913 erlassenen  Alien Land Laws für Kalifornien von einem Treuhänder übernommen, 1942 wurden die Erben entschädigungslos enteignet.
Nagasawa war der Erbauer der Fountaingrove Round Barn, einem 2017 abgebrannten Wahrzeichen von Santa Rosa. 1915 wurde er mit dem japanischen Orden der Aufgehenden Sonne ausgezeichnet. Im Jahr 2007 wurde der Park im Santa Rosa-Stadtteil Fountaingrove nach ihm benannt.